# Imu (horno hawaiano)
El imu es un horno de tierra tradicional hawaiano empleado para asar o cocinar al vapor.
Consiste en un hoyo o zanja realizado en el suelo que posteriormente se rellena con rocas resistentes al calor, como rocas volcánicas, junto con trozos de madera, los cuales se harán arder. Una vez las piedras se han calentado, las ascuas se retiran y se introducen entre las rocas los alimentos que se pretende cocinar. Tradicionalmente estos alimentos se introducían envueltos en hojas de ti (Cordyline fruticosa), aunque actualmente puede emplearse papel de aluminio para este fin. Las rocas se cubren posteriormente con hojas de platanera, esteras y tierra, y se espera a que los alimentos estén cocinados, pudiendo extraerse éstos a medida que se vayan a consumir. Si se quiere cocinar al vapor, puede introducirse agua a través de una caña de bambú.
La técnica de utilización del imu para cocinar se conoce con el nombre hawaiano de kalua.